# Danny Fonseca
Danny Alberto Fonseca Bravo (Cartago, 1979. november 7. –) Costa Rica-i válogatott labdarúgó.

## Pályafutása

### Klubcsapatban
1998 és 2006 között a Cartaginés csapatában játszott. 2006 és 2009 között a Brujas játékosa volt, melynek tagjaként 2009-ben bajnoki címet szerzett. 2010-től 2018-ig ismét a Cartaginést erősítette. 

### A válogatottban
2003 és 2008 között 28 alkalommal szerepelt a Costa Rica-i válogatottban és 2 gólt szerzett. Bemutatkozására 2003 februárjában került sor egy Honduras elleni UNCAF-nemzetek kupája mérkőzés alkalmával. Részt vett a 2004-es Copa américán, a 2005-ös CONCACAF-aranykupán és a 2006-os világbajnokságon.

## Sikerei, díjai
Brujas FC
- Costa Rica-i bajnok (1): Invierno 2009

## Külső hivatkozások
- Danny Fonseca adatlapja a National-Football-Teams.com oldalon (angolul)

- Danny Fonseca (angol nyelven). FootballDatabase.eu
- Danny Fonseca (német nyelven). kicker.de
- Danny Fonseca adatlapja a worldfootball.net oldalon (angolul)